# شلال موكرانج

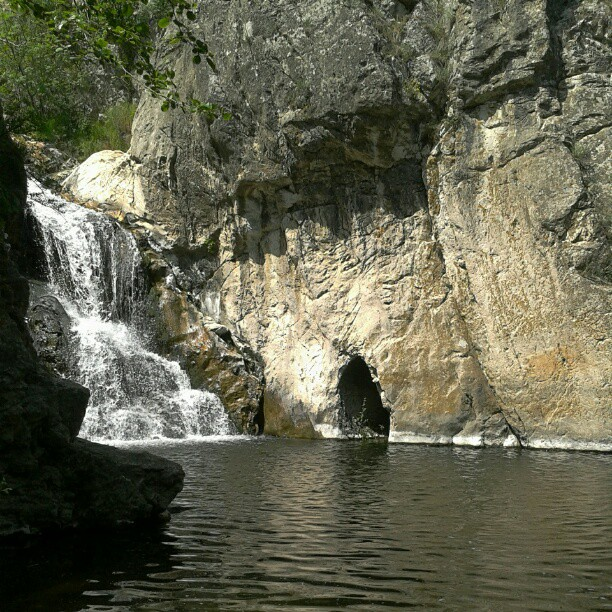
شلال موكرانج

يقع شلال موكرانج Mokranje Waterfall على بعد عشرة كيلومترات جنوب  نيغوتين ، بالقرب من قرية موكرانج في صربيا . فرق الارتفاع الإجمالي 19 مترا.

## التفاصيل
في واد قصير من مساره الأوسط  أنشأ مجرى سيكولسكا ريكا شلالا وبحيرة  . يوجد هناك عدد كبير من المنحدرات والشلالات مع  شلالات تي تتفرع أكثر من  الشلال الرئيسي ، متدرجة أسفل هوة في ذراعين وتتدفق إلى سفوح التلال و بحيرة صغيرة. يبلغ إجمالي فرق الارتفاع لجميع الشلالات نحو  19 مترًا ، ويبلغ ارتفاع آخر شلالات الالتحتية  5 أمتار.  يُعتقد أنه في العصر الروماني تم ربط أكبر جبلين صخريين بجسر ، حيث وجد علماء الآثار العديد من الأشياء من تلك الفترة هناك. يُعتقد أيضًا أن هناك ما يسمى بكهف الحاجي تحت الصخور ، لكن لم يتم استكشافه بعد.   
يتكون الهيكل الجيولوجي للوجه الصخري المرتفع الذي يغلب عليه الشلال من الكربونات والشست . هناك أيضا الحجر الرملي والتكتلات . تشكلت جميع الصخور الموجودة في مياه البحر بداية من جزيئات النباتات المتفحمة من  العصر الكربوني .
وفقًا للسكان المحليين ، يجف الشلال في كل شهر سبتمبر. 
يستخدم السكان المحليون البحيرة الصغيرة تحت الشلال كبحيرة للاستحمام في الصيف.  ومع ذلك ، مع زيادة تفشي الغطاء النباتي  في تلك المنطقة تجعل  من الصعب الوصول إلى البحيرة.  في المنطقة المجاورة مباشرة توجد مناطق زراعة العنب الشهيرة في روجلييفو ، و سميدوفاك ، و  راجاك ، بالإضافة إلى أرض صيد أليجا التي تبلغ مساحتها أكثر من 300 هكتار.  

## طريقة الوصول

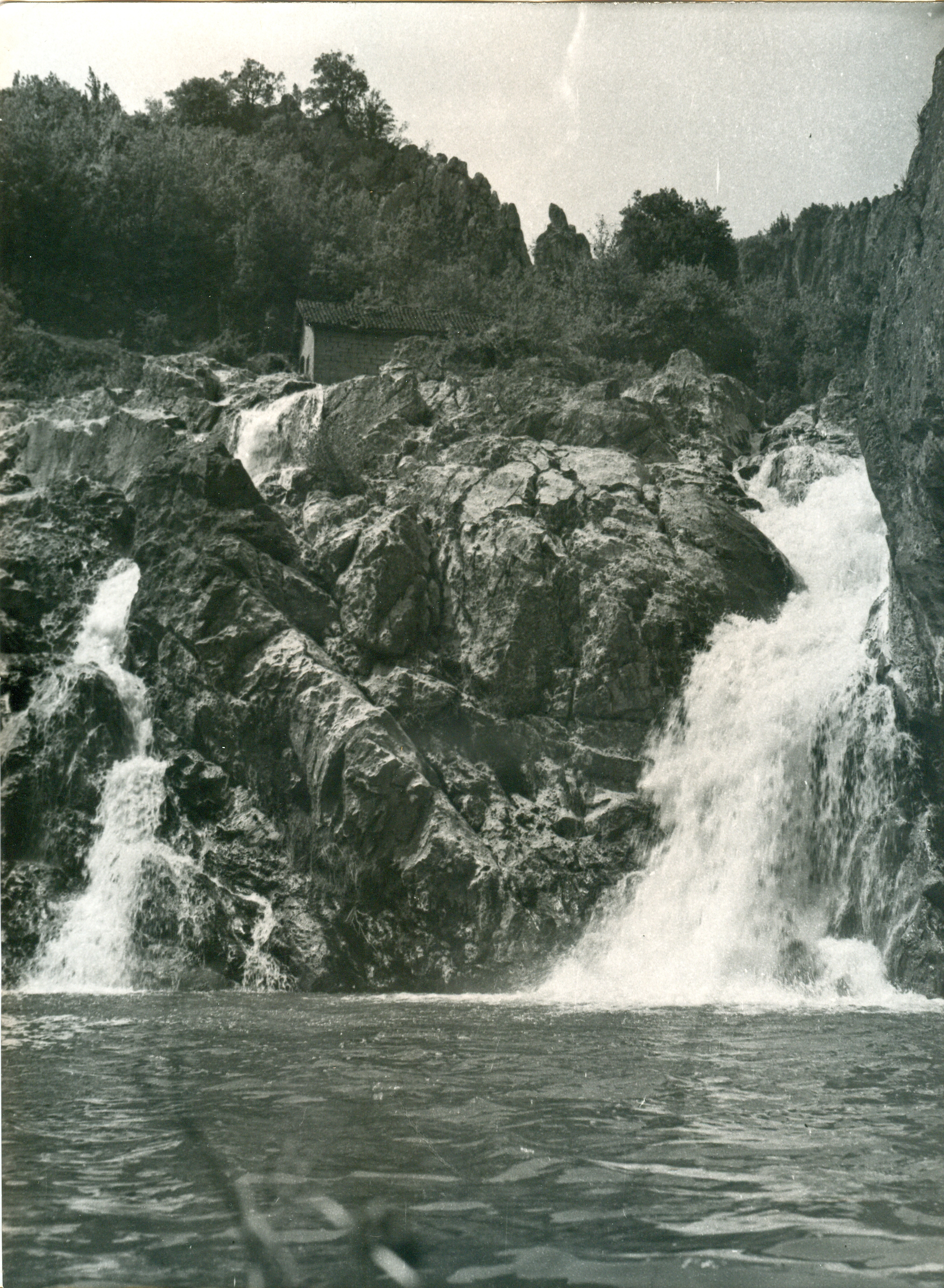
شلال موكرانج (حوالي 1980)

يقع شلال موكرامج  على بعد كيلومترين من وسط قرية موكرانج ، حيث يؤدي إليه طريق. ومع ذلك ، لا يمكن الوصول إلى الشلال إلا سيرًا على الأقدام عبر مسار رملي  وحصي  ملحوظ.
يمر مسار المشي لمسافات طويلة الأوروبي E4 عبر الشلال.
على بعد حوالي 600 متر من المنبع يوجد برج للفرجة  على مقام على   أحد الصخور ، والتي توفر رؤية  واسعة للمناطق المحيطة. 

## حالة الحماية
نظرًا لقيمة الشلال  الطبيعية والحفاظ عليه وجماله ، يعد الشلال أحد الأشياء المحتملة للتراث الهيدرولوجي لصربيا. نظرا لصغر مساحتها التي تقل عن 100 متر مربع ، فهي غير مسجلة حتى الآن. 

## التفاصيل
1. ↑  Srbija Pod Lupom (19 Jul 2021). "Vodopad Mokranjske stene nadomak Negotina". www.srbijapodlupom.com (بالصربية). Retrieved 2023-04-16.
2. "Сутеска Сиколске реке са водопадом на Мокрањској стени" (PDF). zzps.rs (بالصربية). 2007. Retrieved 2023-06-05.
3. Timonix DOO (2023). "Водопади Србије". vodopadisrbije.com (بالصربية). Retrieved 2023-04-16. {{استشهاد ويب}}: الوسيط غير المعروف |kommentar= تم تجاهله (help)
4. TOON – Turistička organizacija opštine Negotin (2016). "Mokranjske rocks". toon.org.rs (بالإنجليزية). Retrieved 2023-04-16.